# Puntbeha
Een puntbeha of bullet bra (Engels voor 'kogelbeha') is een fullcupbeha met kegelvormige cups. De bullet bra was populair in de jaren 50, maar is nu veeleer een curiosum. Puntbeha's worden weleens geassocieerd met popster Madonna, die ze in 1990 tijdens haar Blond Ambition Tour als bovenkleding droeg.

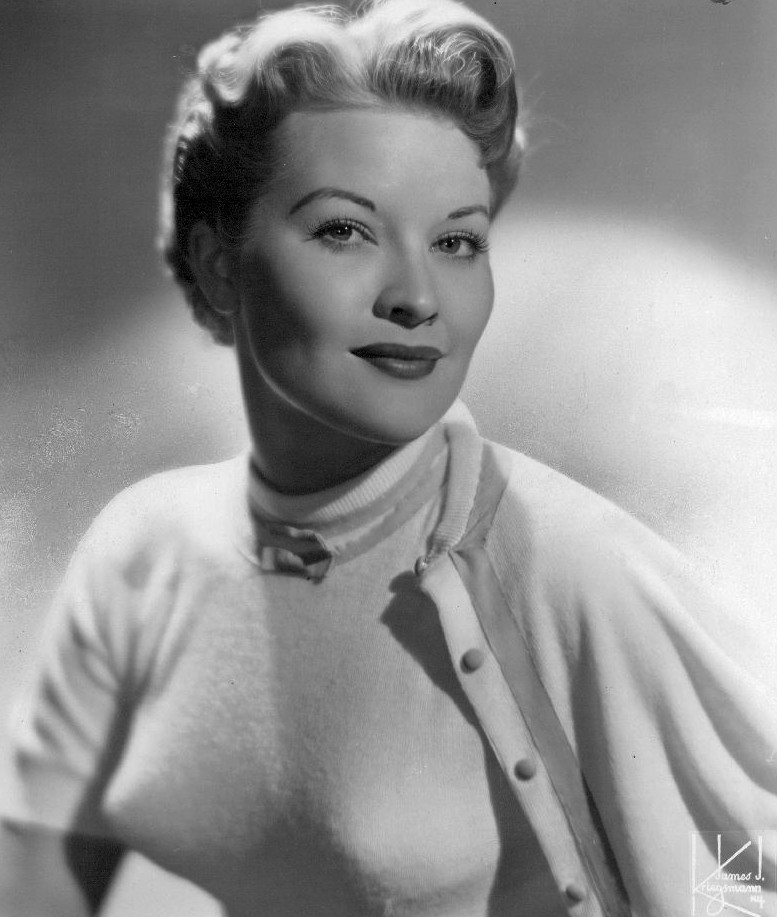
Patti Page (1955) draagt een puntbeha onder een sweater
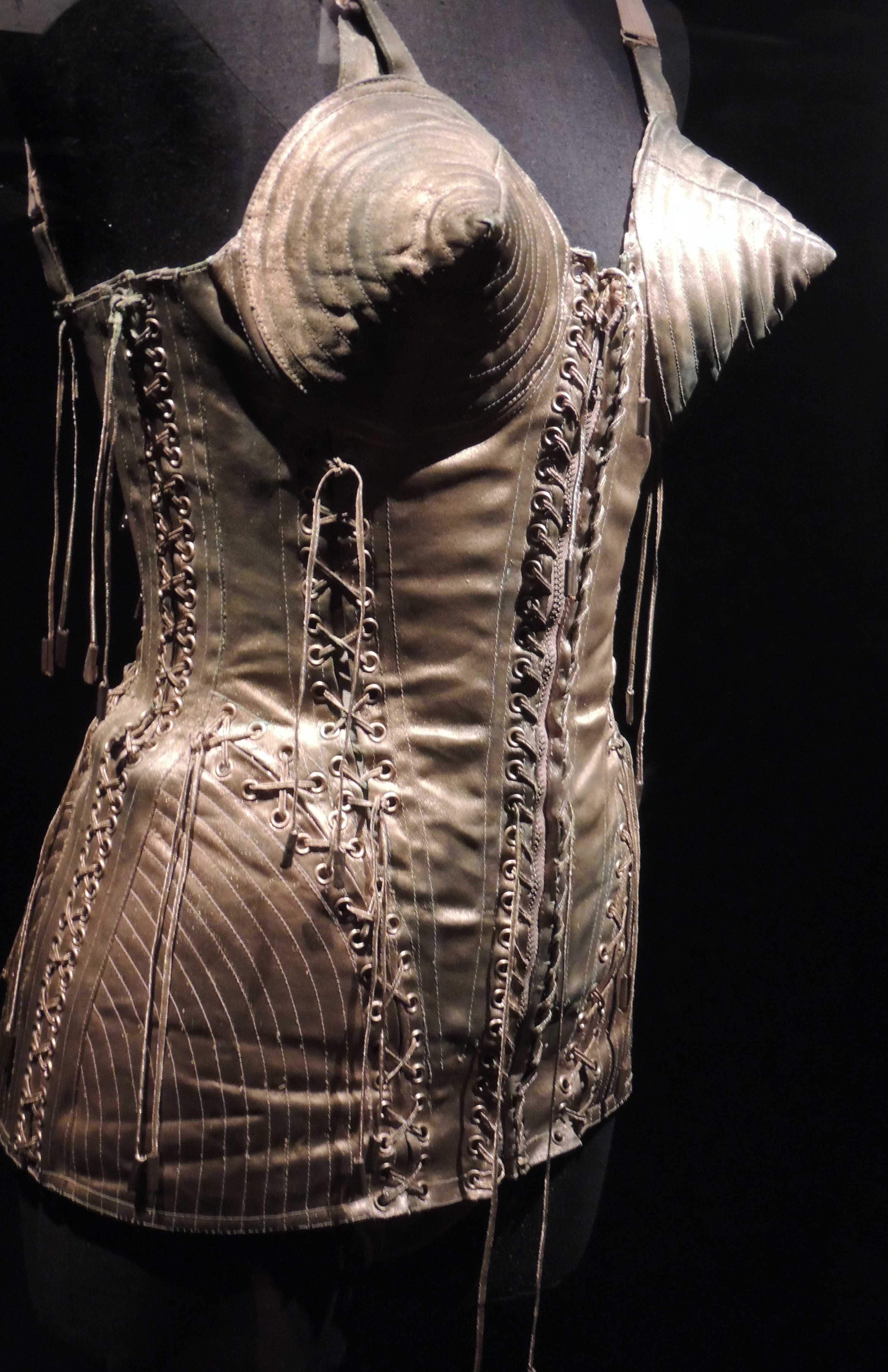
Korset met puntbeha van Jean Paul Gaultier voor Madonna